# Монтакуила
Монта̀куила (на италиански: Montaquila) е село и община в Централна Италия, провинция Изерния, регион Молизе. Разположено е на 460 m надморска височина. Населението на общината е 2501 души (към 2010 г.).